# Melodisk black metal
Melodisk black metal er en undergenre af black metal. Melodisk black metal er en musikalsk stilart som klassificeres efter flere nøgleaspekter. Stilen bruger typiske black metal-effekter, såsom growlede eller skrigende vokaler, blast beats og voldsomt forvrængede guitarer. Musikstilen er dog anderledes end black metal på flere måder. Melodisk black metal er oftest langsommere, og sangene har en mere defineret struktur, selvom de generelt ikke har noget omkvæd. Der bruges tunge guitarriffs igennem hele sange, selvom der også ofte indarbejdes passager med en ren guitarlyd, og ofte også guitarsoli.
Genren har sine rødder i sortmetal og melodisk dødsmetal. Melodisk black metal forveksles somme tider med gothic metal, doom metal og symfonisk sortmetal på grund af ligheder i stilarterne (langsomt tempo, ofte brugte death grunts, rene guitarer, definerede strukturer), som resulterer i den forkerte genreklassifikation og overlapper for mange bands og album (specielt med symfonisk sortmetal).
Melodisk black metal-sange har oftest typiske strukturer og egenskaber. En sang består typisk af harmoniske mol-skalaer, som ofte modulerer voldsomt mellem mol-akkorder med tredjedele (f.eks. F♯m-Am-Cm, osv.) Mange af sangene indarbejder tunge guitar powerakkorder, men ulig almindelig sortmetal, har sangene i det mindste en vis kontrol over lydstyrken, hvilket gør det muligt for musikken at blande sig uden at være for meget "støj". Sangene begynder normalt med en melodisk introduktion, ofte en ren guitar eller keyboard, og bevæger sig ofte videre til en mere aggressiv og forvrænget lyd efterhånden som sangen skrider frem. I modsætning til almindelig sortmetal, har melodisk black metal-kompositioner, oftest, meget klart definerede broer. Sange går generelt fra introduktion til verse til præ-omkvæd til omkvæd til verse til præ-omkvæd til omkvæd og så til en bro. I broen kan musikken blive meget blød, og lyder ofte ikke særlig meget som sortmetal. Broen går dog tilbage til et verse eller sortmetal-lyden med en hurtig og uventet drejning.
I modsætning til almindelig sortmetal, drejer melodisk black metal oftest om en dyb struktur og tilgængelighed. De tekstmæssige temaer og generelle attributter kommer dog stadig fra sortmetal, og den melodiske sortmetals teksttemaer er da også oftest de samme som almindelig sortmetal (selvom mange melodisk black metal-bands ikke er lige så voldsomt anti-kristne). Ligesom de fleste sortmetal-bands, er teksterne oftest meget aggressive. 
Melodisk black metal er for størstedelen forblevet et undergrundsfænomen. Genrens mest populære bands er relativt ukendte, med et par få undtagelser, deriblandt Cradle of Filth og Dimmu Borgir.